# 北海道道128号札幌北広島環状線
北海道道128号札幌北広島環状線（ほっかいどうどう128ごう さっぽろきたひろしまかんじょうせん）は、北海道札幌市西区と北広島市を結ぶ道道（主要地方道）である。札幌市域は札幌市管理路線。

## 概要
札幌市の市街地の北側外縁を通り江別市、北広島市とを結ぶ。路線名は環状線となっているが、起終点は大きく離れている。
2010年（平成22年）3月に策定された「道央都市圏の都市交通マスタープラン」では、北海道道46号江別恵庭線とあわせて「札幌圏連携道路」を構成し、道央圏連絡道路を補完する路線として位置づけられている。
江別市内に枝線が存在する。本線・枝線ともに未開通区間があり、札幌市東区中沼町から豊平川を挟んで江別市工栄町までの区間（7.2キロ）は未開通であるが、2024年度より整備が開始される予定となった。

### 路線データ
- 起点：北海道札幌市西区宮の沢1条5丁目（国道5号交点）
- 終点：北海道北広島市共栄（国道274号交点）
- 実延長：16.0 km（枝線を除く。うち札幌市管理14.3 km）[3]

## 歴史
- 1988年（昭和63年）3月31日 - 1079号札幌広島環状線として路線認定[4]。
- 1993年（平成5年）5月11日 - 建設省から、道道札幌広島環状線が札幌広島環状線として主要地方道に指定される[5]。
- 1994年（平成6年）10月1日 - 路線番号を128号に変更[6]。
- 1996年（平成8年）9月1日 - 路線名を札幌北広島環状線に変更[7]。
- 2001年（平成13年）10月19日 - 枝線を認定[8]。
- 2024年（令和6年）- 未着工だった江別市工栄町～札幌市東区の区間（7.2キロ）にて、整備が開始される予定。

認定当初は、北広島市中心部を経て現在の同市大曲中央2丁目（国道36号交点）を終点としていた。国道274号交点が終点となったのは、1994年（平成6年）4月1日からである。国道36号へ至る区間は、北海道道1080号栗山北広島線の一部となった。

## 路線状況

### 重複区間
- 国道231号：札幌市北区篠路10条1丁目 - 札幌市北区東茨戸1条1丁目
- 国道275号：江別市角山 - 江別市工栄町
- 北海道道110号江別インター線：江別市元江別 - 江別市弥生町
- 北海道道46号江別恵庭線：江別市弥生町 - 北広島市共栄

### 未開通区間
- 札幌市東区中沼町 - 江別市角山

### 枝線
- 起点：北海道江別市弥生町（北海道道110号江別インター線・北海道道46号江別恵庭線交点。国道12号上）
- 終点：北海道江別市東野幌（北海道道46号江別恵庭線交点）
- 総延長：4.9 km（未開通区間を含む）

枝線重複区間
- 国道12号：江別市弥生町 - 江別市幸町
- 北海道道1005号野幌総合運動公園線：江別市東野幌本町 - 江別市東野幌

## 地理
起点から札幌圏都市計画道路「追分通」として北東方向に進む。追分通は札幌市西区と手稲区の境界をなす道路である。また、この区間は側道付きの広幅員の整備がなされている。現在のルートは札幌市北区屯田町で右折し東15丁目屯田通となり、屯田7条4丁目で左折し新琴似通に入った後、北区西茨戸から住宅地の外周を抜ける細い道路に入り、国道231号に合流している。新琴似通から国道231号の間の区間は非常に道路幅が狭く、乗用車同士のすれ違いも困難な道路である。しかしながら、2006年3月に屯田地区の北部を抜ける屯田・茨戸通が都市計画決定されており、今後こちらのルートが整備され、切り替えられる予定である。
国道231号との交点からは茨戸福移通となり、札幌市北部のニュータウンであるあいの里の中心部を抜ける。さらに南東に向かい、東区中沼町に至るが、ここから豊平川を渡り江別市角山までの区間は未開通である。この区間については、豊平川に札幌江別大橋（仮称）を架橋し整備する計画があり、事業化は2016年度以降の見込みである。
国道275号からは、5丁目通として工栄町の工業団地の中心を抜け北海道道110号江別インター線に合流する。ここから終点までは北海道道110号江別インター線及び北海道道46号江別恵庭線との重複区間である。

### 枝線
「江別の顔づくり事業」の一環として都市計画が策定された区間。枝線起点の江別市弥生町から国道12号を南西へ進み、江別市幸町で左折し新栄通に入る。鉄西線との交差点から南は中原通と名を変え、JR函館本線の高架下を通る。東野幌小学校から200 m 程行ったところで右折して南大通に入り、白樺通（北海道道1005号野幌総合運動公園線）との交差点に至る。ここから枝線終点までは、北海道道1005号野幌総合運動公園線との重複区間である。

### 通過する自治体
- 石狩振興局
  - 札幌市（西区 - 手稲区 - 北区 - 東区）
  - 江別市
  - 北広島市

### 交差する道路
札幌市西区
- 国道5号 - 宮の沢1条5丁目

札幌市手稲区

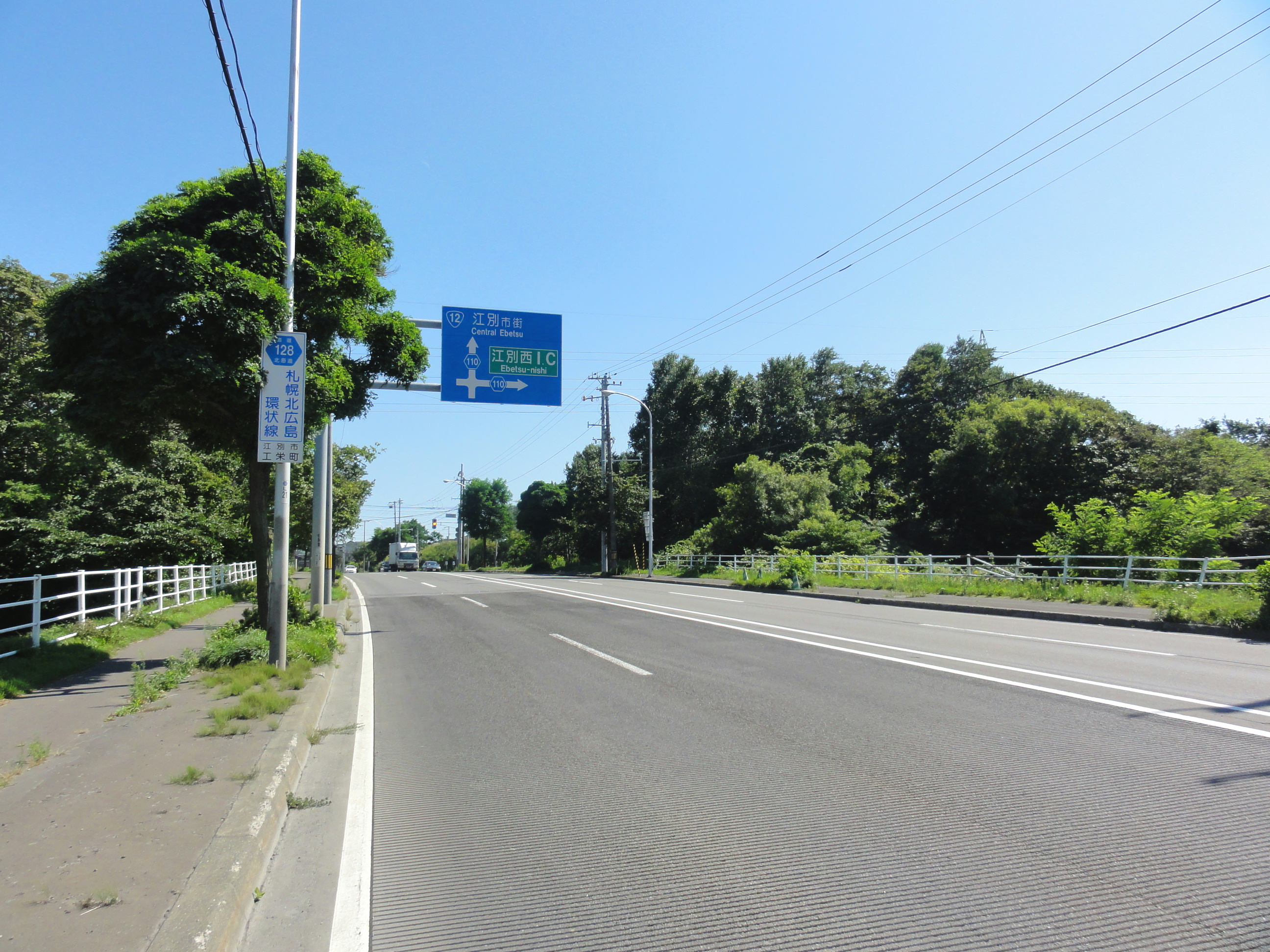
江別市工栄町付近（2012年8月）

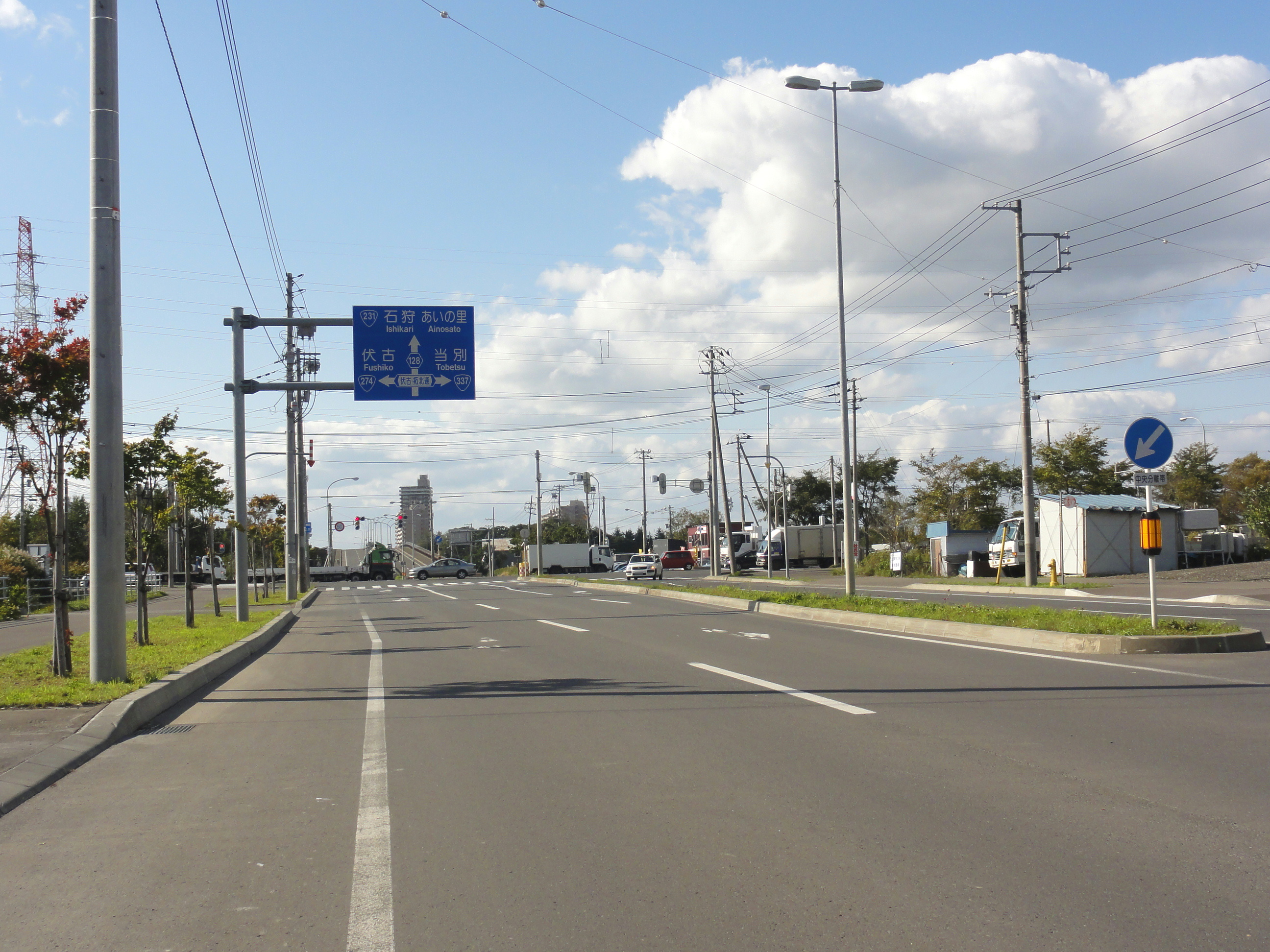
札幌市北区篠路町福移付近（2012年10月）

- 北海道道452号下手稲札幌線 - 新発寒4条1丁目

札幌市北区
- 北海道道125号前田新川線 - 新川西1条1丁目
- 北海道道865号樽川篠路線 - 新琴似町
- 国道231号 - 篠路10条1丁目
- 北海道道273号花畔札幌線- 東茨戸1条3丁目
- 国道231号 - 東茨戸1条1丁目
- 北海道道112号札幌当別線 - 篠路町拓北

江別市
- 国道275号 - 角山
- 国道275号 - 工栄町
- 北海道道110号江別インター線- 元江別
- 国道12号・北海道道110号江別インター線 - 弥生町
- 北海道道46号江別恵庭線 - 弥生町
- 北海道道128号札幌北広島環状線 支線 - 東野幌
- 北海道道1005号野幌総合運動公園線- 江別市西野幌

北広島市
- 北海道道1080号栗山北広島線 - 北広島市北の里
- 国道274号 - 共栄（終点）

枝線
江別市
- 国道12号 - 弥生町、幸町
- 北海道道1005号野幌総合運動公園線 - 東野幌本町
- 北海道道1005号野幌総合運動公園線 - 東野幌
- 北海道道46号江別恵庭線 - 東野幌

#### 沿線にある施設など
重複区間は除く
札幌市西区
- 札幌市環境局発寒破砕工場

札幌市北区
- 札幌屯田七条郵便局
- 札幌市立屯田小学校
- 北洋銀行屯田北支店
- 札幌屯田八条郵便局
- 札幌市立屯田北中学校
- 北海道札幌英藍高等学校
- 札幌市立拓北小学校
- 札幌市北消防署あいの里出張所
- 北海道医療大学病院
- 北海道医療大学札幌あいの里キャンパス
- 北洋銀行あいの里支店
- 北海道銀行あいの里パーソナル支店
- 札幌市環境局篠路破砕工場

札幌市東区
- 札幌市東消防団中沼分団第二部詰所

枝線
江別市
- 江別市立東野幌小学校
- 北海道情報大学